# Elymus erosiglumis
Elymus erosiglumis är en gräsart som beskrevs av Aleksandre Melderis. Elymus erosiglumis ingår i släktet elmar, och familjen gräs. Inga underarter finns listade i Catalogue of Life.